# Pop noruego
 Pop noruego es la corriente de música popular más conocida en el mundo como Pop que, se produce locativamente en Noruega. Si se sigue con las siglas podría incluso escribirse o referirse a este como N-Pop por la palabra en inglés "Norwegian". 

## Definición
La música pop noruega tiene un mercado un tanto limitado cuando es producida en noruego, ya que esta lengua es hablada exclusivamente en Noruega. Sin embargo posee una popularidad considerable en los otros países nórdicos (Finlandia, Suecia, Dinamarca e Islandia). Por ello la mayoría de los cantantes de pop noruego producen su música en inglés.

## Historia
A finales de la década de los años 1970 el grupo ABBA, de origen sueco inició la popularidad del pop escandinavo. Una de la integrantes de dicho grupo (Anni-Frid Lyngstad) de origen noruego. En los años 1980 el grupo noruego A-ha se hizo popular en mercados internacionales por su canción Take on me. En los años 1990 y principios de los años 2000 otros grupos y cantantes se hicieron populares dentro y fuera de su país, tales como M2M, Lene Marlin, Lene Nystrøm (exvocalista del grupo Aqua), entre otros.
El reality show Idol (versión noruega del programa Operación Triunfo o American Idol) intentó buscar nuevos talentos para ser lanzados al mercado, pero su impacto comercial no ha sido tan grande como en sus versiones en inglés o español.